# Василий Драговитийски
Василий е висш български православен духовник, драговитийски епископ от 2025 година.

## Биография
Роден е на 21 ноември 1984 г. в Силистра, България, със светското име Васил Иванов Савов.
Основното си образование завършва в село Черногор. Продължава в Софийската духовна семинария „Св. Йоан Рилски“, която завършва през 2003 г. След това следва в Богословския факултет на Софийския университет „Св. Климент Охридски“, където завършва степен „бакалавър“ по богословие през 2008 г. През 2006 – 2007 г. преминава езикова специализация в богословската школа в град Килкис (Кукуш), Гърция.
На 5 април 2008 г. приема монашество в митрополитския храм „Св. Николай“ във Видин. На 29 юни същата година е ръкоположен за йеродякон от Видинския митрополит Дометиан в Софийската духовна семинария. На 27 юли 2008 г. е ръкоположен за йеромонах от Величкия епископ Сионий в същия храм.
В периода 2009 – 2010 г. служи като енорийски свещеник в митрополитския храм „Св. Николай“ във Видин. От март 2010 г. до юни 2014 г. е игумен на Чипровския манастир „Св. Йоан Рилски“. На 19 октомври 2010 г. е възведен в архимандритско достойнство от Видинския митрополит Дометиан.
През юни 2014 г., с решение на Светия Синод на Българската православна църква, е приет в братството на Троянската света обител. В периода 2015 – 2016 г. завършва магистърска степен по богословие в Богословския факултет на Софийския университет. През 2016 г., по решение на Светия Синод на Българската православна църква, е изпратен на специализация в Общоцърковната аспирантура и докторантура „Св. св. Кирил и Методий“ в Москва, където на 15 август 2017 г. е зачислен в задочна форма на обучение по програмата „Актуални проблеми на богословието“.
На 15 юли 2017 г. е назначен за протосингел на Софийската епархия от патриарх Неофит Български. Тази длъжност заема до 11 юли 2024 г. От същата дата е председател на митрополитския катедрален храм „Св. вмчца Неделя“ в София.
На 6 юли 2025 година в храма „Свети Александър Невски“ в София е ръкоположен за титулярен драговитийски епископ, игумен на Троянския манастир. Хиротонията е извършена от патриарх Даниил Български в съслужение с митрополитите Григорий Великотърновски, Гавриил Ловчански, Николай Пловдивски, Йоан Варненски и Великопреславски, Серафим Неврокопски, Киприян Старозагорски, Арсений Сливенски и епископите Герасим Мелнишки,Евлогий Адрианополски, Тихон Тивериополски, Сионий Велички, Поликарп Белоградчишки, Йеротей Агатополски, Михаил Константийски, Макарий Главиницки, Исаак Велбъждски, Богослов Маркианополски и Йоан Браницки.